# Ukrzeniec

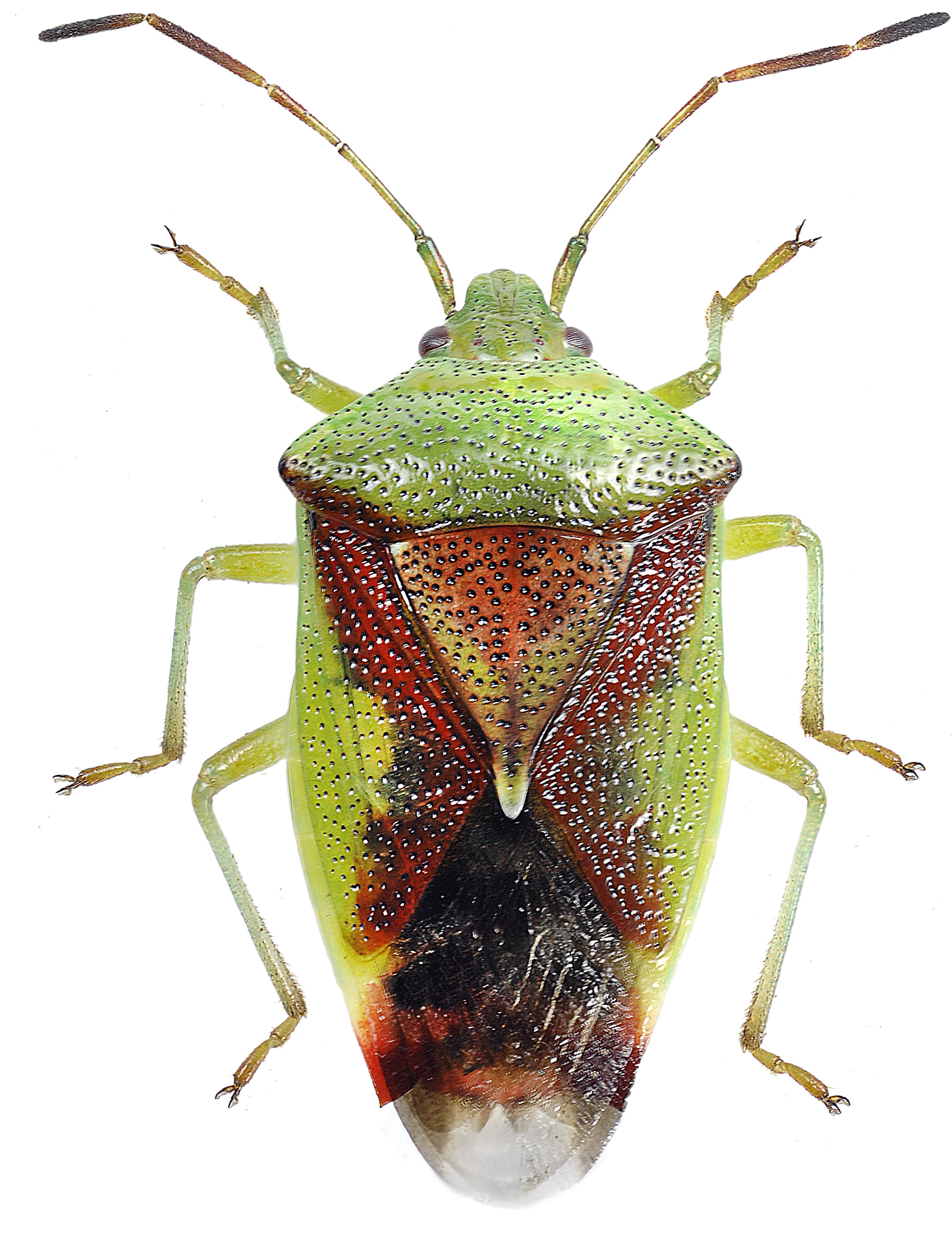
Ukrzeniec porzeczniak

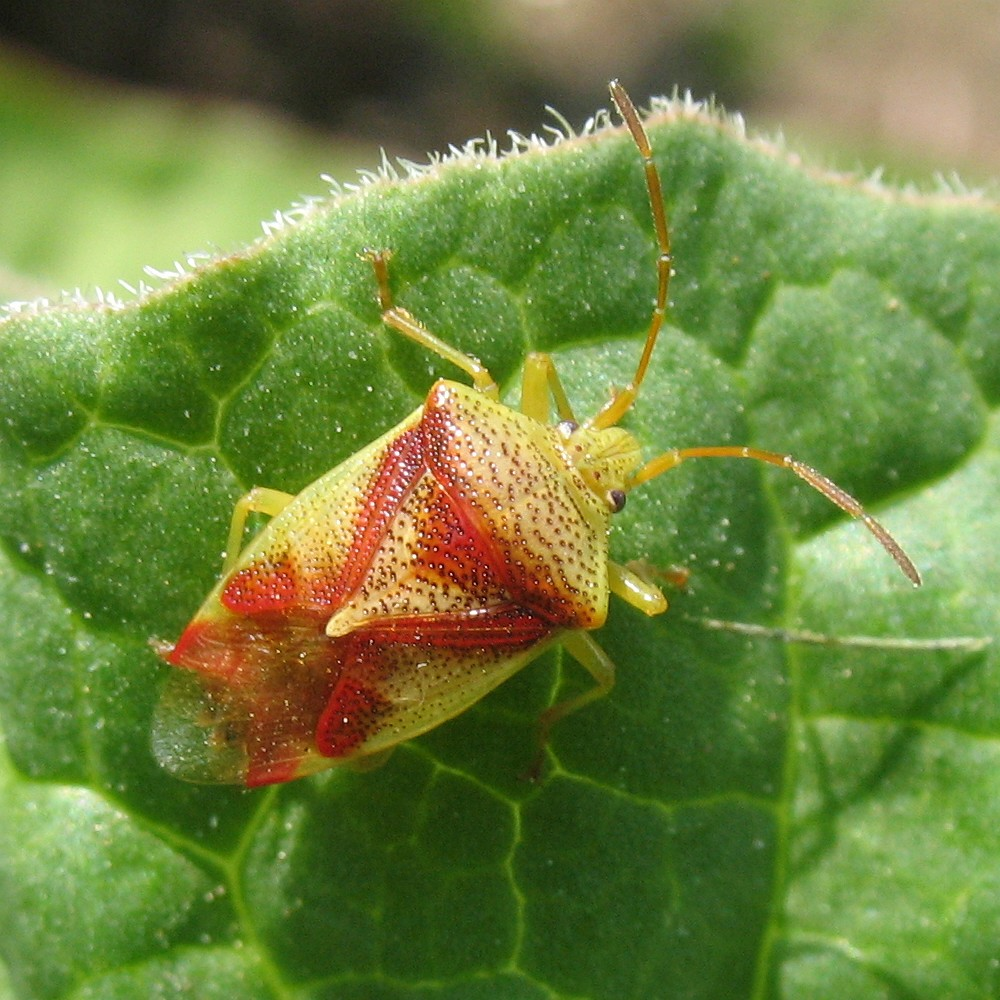
Elasmostethus cruciatus

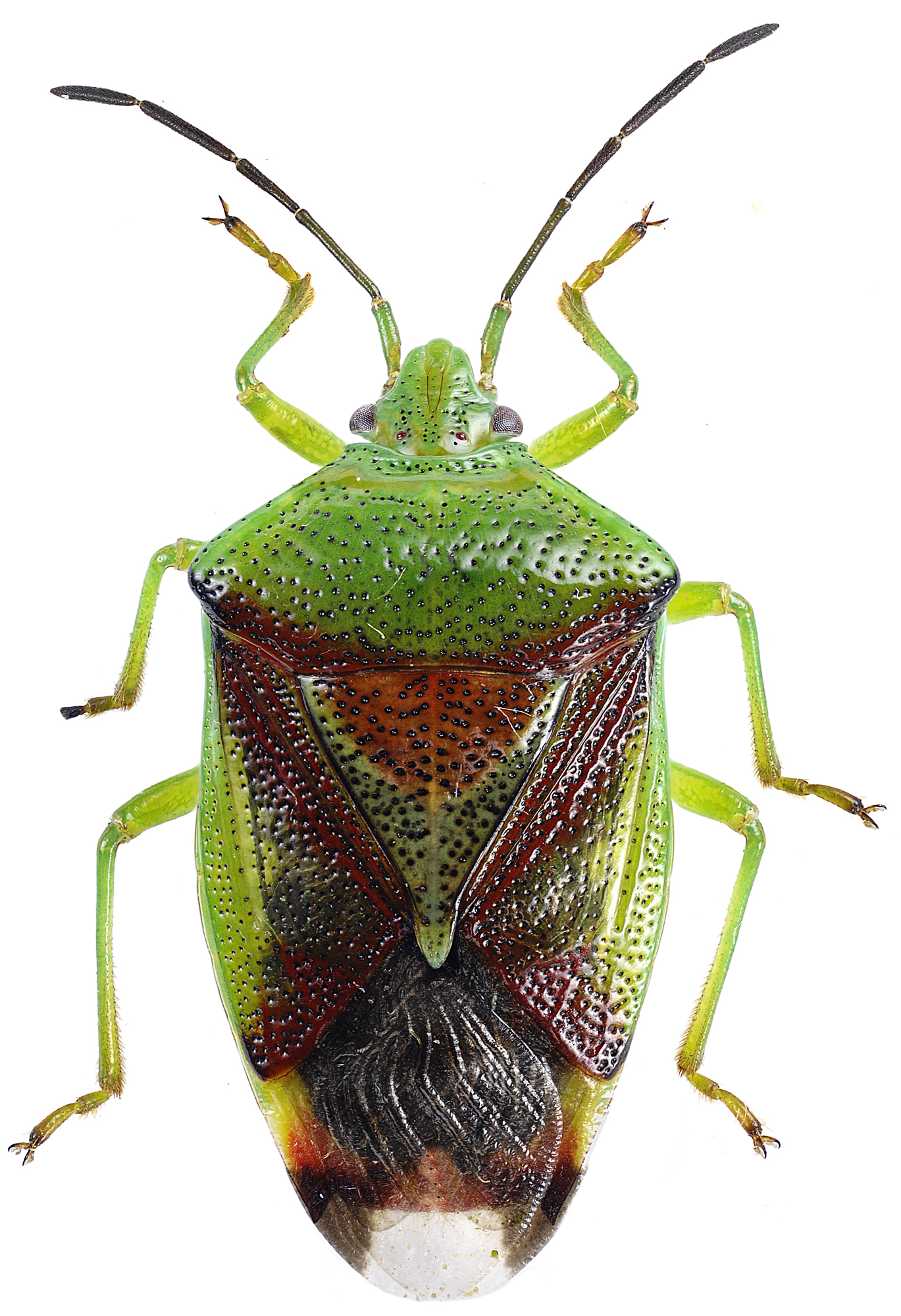
Elasmostethus brevis

Ukrzeniec (Elasmostethus) – rodzaj pluskwiaków z podrzędu różnoskrzydłych i rodziny puklicowatych. Obejmuje 25 opisanych gatunków. Zamieszkują krainy: palearktyczną, orientalną, australijską i nearktyczną.

## Morfologia
Pluskwiaki podobne do przedstawicieli rodzaju Acanthosoma, różniące się od nich mniejszymi rozmiarami ciała i słabiej odstającymi tylno-bocznymi kątami przedplecza. Zarys ciała jest jajowaty, z przodu szerszy niż z tyłu. Wierzch ciała może mieć barwę zieloną, żółtozieloną lub żółtobrązową; na tym tle znajduje się czerwony do czerwonobrązowego wzór obejmujący tylny brzeg przedplecza, nasadową część tarczki oraz większą część półpokryw. Wierzch ciała gęsto pokrywają bezładnie rozmieszczone, ciemno podbarwione punkty.
Głowa jest w zarysie trójkątna, ma jugum niesięgające poza szczyt tylusa, niezłączone ze sobą z tyłu bukule, zwykle pozbawioną guzków płytkę szczękową oraz kłujkę sięgającą w spoczynku tyłowi do obszaru między biodrami tylnej pary a trzecim segmentem odwłoka. Czułki swym pierwszym członem sięgają poza szczyt tylusa, a człony od trzeciego do piątego mają zwykle gęsto owłosione. Przedplecze ma silnie opadającą część przednią oraz słabo wystające i stępione kąty barkowe. Tarczka ma zarys wyraźnie dłuższego niż szerokiego trójkąta z krótkim, niepunktowanym wierzchołkiem. Przykrywka ma słabo zaokrąglony brzeg kostalny i zaostrzony kąt zewnętrzno-wierzchołkowy. Środkiem przedpiersia biegnie rowek. Środkiem śródpiersia biegnie blaszkowate żeberko, ku przodowi dochodzące do przednich bioder, krawędzi przedpiersia, a czasem nawet do głowy, ku tyłowi zaś sięgające środkowych, a rzadziej tylnych bioder. Ujścia gruczołów zapachowych na zapiersiu są wydłużone i zwężone ku wierzchołkom, osiągają co najmniej ⅔ szerokości metapleury. Kolcowaty wyrostek trzeciego segmentu odwłoka zwykle dochodzi do bioder środkowej pary, rzadko dalej.

## Rozprzestrzenienie
Przedstawiciele rodzaju zamieszkują krainy: palearktyczną, orientalną, australijską i nearktyczną. Najliczniej reprezentowani są Palearktyce, gdzie występuje 12 gatunków. Trzy z nich stwierdzono w Europie, w tym w Polsce: E. brevis, E. interstinctus i E. minor, a 8 w Japonii. Z północy Nearktyki (Kanady) wykazano trzy gatunki.

## Taksonomia
Takson ten wprowadzony został w 1860 roku przez Franza Xavera Fiebera. W 1864 roku Carl Stål wyznaczył jego gatunkiem typowym Cimex dentatus, opisanego w 1773 roku przez Charlesa De Geera, który później zsynonimizowano z Cimex interstinctus, opisanym w 1758 roku przez Karola Linneusza. W 1974 roku R. Kumar w ramach rewizji puklicowatych dokonał synonimizacji rodzaju Cyphostethus z Elasmostethus. Krok ten cofnięty został w 1993 roku przez I. Ahmada i F. Öndera. Również Aki Yamamoto w 2003 roku wskazał na wyraźną odrębność tych dwóch rodzajów.
Do rodzaju tego należy 25 opisanych gatunków, w tym:
- Elasmostethus amabilis Yamamoto, 2003
- Elasmostethus atricornis (Van Duzee, 1904)
- Elasmostethus brevis Lindberg, 1934
- Elasmostethus cruciatus (Say, 1831)
- Elasmostethus dorsalis Jakovlev, 1876
- Elasmostethus emeritus (Fabricius, 1775)
- Elasmostethus hasegawai Yamamoto, 2003
- Elasmostethus humeralis Jakovlev, 1883
- Elasmostethus interstinctus (Linnaeus, 1758) – ukrzeniec rynniec
- Elasmostethus kansuensis Hsiao et Liu, 1977
- Elasmostethus kerzhneri Yamamoto, 2003
- Elasmostethus ligatus (Erichson, 1842)
- Elasmostethus lineus (Dallas, 1851)
- Elasmostethus nigropunctatus (Reuter 1881)
- Elasmostethus membranaceus Shiraki, 1913
- Elasmostethus minor Horváth, 1899 – ukrzeniec porzeczniak
- Elasmostethus nubilus (Dallas, 1851)
- Elasmostethus rotundus Yamamoto, 2003
- Elasmostethus sastragaloides (Breddin, 1903)
- Elasmostethus suffusus (Distant, 1900)
- Elasmostethus taeniolus (Dallas, 1851)
- Elasmostethus yunnanus Hsiao et Liu, 1977